# Thecla acaste
Thecla acaste är en fjärilsart som beskrevs av Hermann Burmeister 1878. Thecla acaste ingår i släktet Thecla och familjen juvelvingar. Inga underarter finns listade i Catalogue of Life.